# Ґрабово (Пшасниський повіт)
Ґрабово (пол. Grabowo) — село в Польщі, у гміні Пшасниш Пшасниського повіту Мазовецького воєводства.
Населення — 167 осіб (2011).
У 1975-1998 роках село належало до Остроленцького воєводства.

## Демографія
Демографічна структура станом на 31 березня 2011 року:
|          | Загалом | Допрацездатний вік | Працездатний вік | Постпрацездатний вік |
| -------- | ------- | ------------------ | ---------------- | -------------------- |
| Чоловіки | 81      | 19                 | 55               | 7                    |
| Жінки    | 86      | 27                 | 42               | 17                   |
| Разом    | 167     | 46                 | 97               | 24                   |